# Humboldt Redwoods State Park

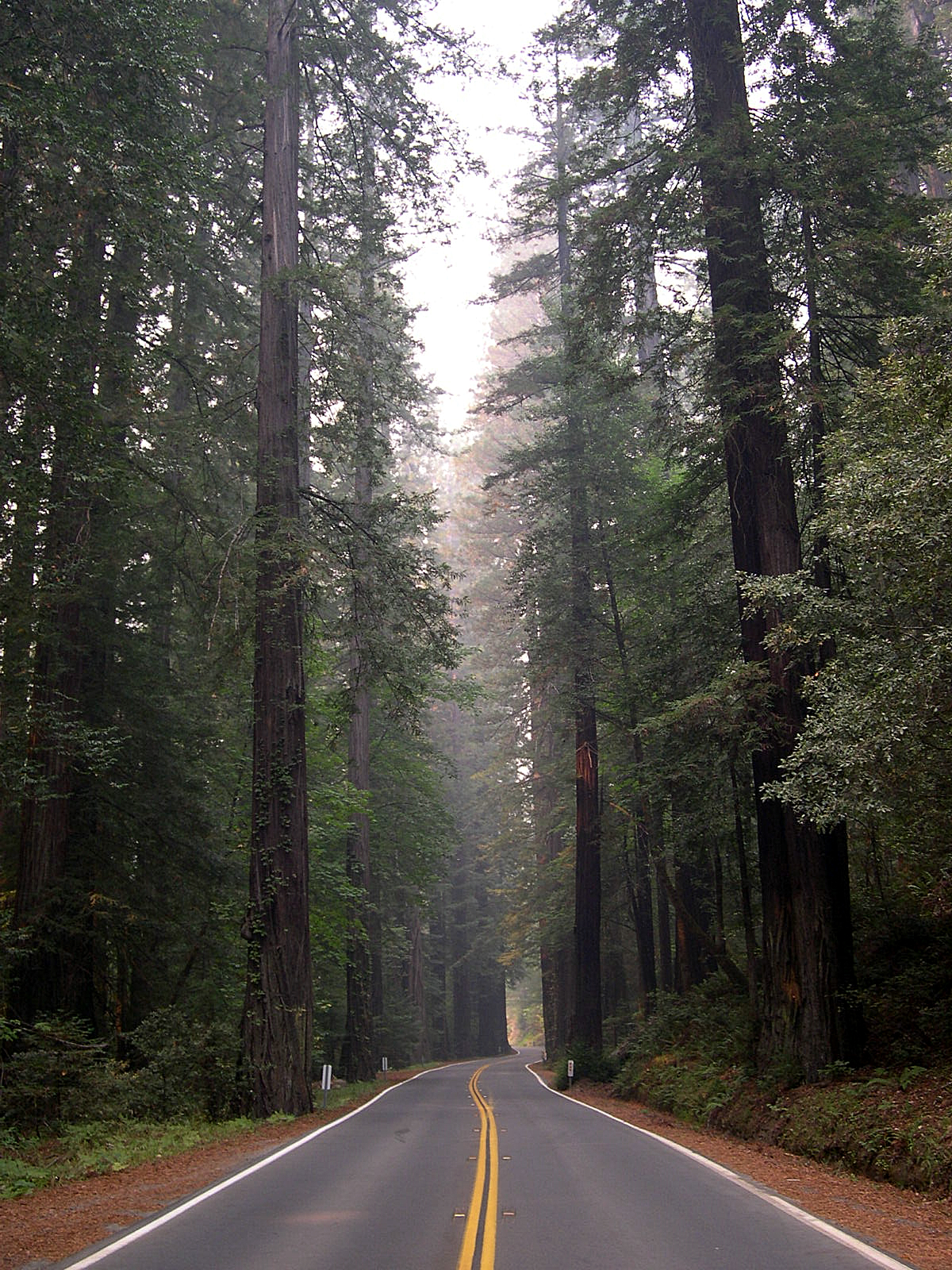
Avenue of the Giants

Humboldt Redwoods State Park is een staatspark in het noordwesten van de Amerikaanse staat Californië. Het omvat Rockefeller Forest, een van de grootste overblijvende oerbossen van kustmammoetbomen (Sequoia sempervirens). Het park bevindt zich nabij het dorpje Weott, zo'n 50 kilometer ten zuiden van Eureka, in Humboldt County. In de streek zijn er nog enkele sequoiabossen: Redwood National Park, Prairie Creek Redwoods State Park, Del Norte Coast Redwoods State Park en Jedediah Smith Redwoods State Park.
Het park kwam in 1921 tot stand door de inzet van de Save-the-Redwoods League. Die organisatie had het land van de Pacific Lumber Company gekocht. Later werd het park uitgebreid door aankopen door en giften aan de staat. Nu is Humboldt Redwoods State Park 20.902 hectare groot, waarmee het qua oppervlakte het derde staatspark van Californië is.
Het park wordt doorkruist door twee wegen: U.S. Route 101 en California State Route 254, die beiden langs de South Fork Eel River lopen. Die laatste weg – bijgenaamd Avenue of the Giants – is een kleine, toeristische route door het sequoiabos. Verder is er meer dan 160 kilometer aan wandelpaden en kunnen bezoekers er aan paardrijden, mountainbiken, vissen en zwemmen doen. Kamperen is toegelaten op de aangewezen plaatsen.